# Башкино (платформа)
Башкино́ — остановочный пункт Киевского направления Московской железной дороги в Наро-Фоминском городском округе Московской области. Является последним остановочным пунктом в Московской области на этом направлении.
- Расстояние от Киевского вокзала: 79 км;
- Время в пути: от 1 ч. 20 мин. до 1 ч. 45 мин.;
- Платформа относится к девятой тарифной зоне;
- В Башкино останавливаются некоторые электропоезда, следующие в Малоярославец, Калугу-1 и Калугу-2;
- На остановочном пункте находятся 2 платформы, одна из которых оборудована билетной кассой и навесом для пассажиров.

## В кинематографе
В 1979 году на станции снята финальная сцена 1-й серии телефильма «Каникулы Кроша» (1980).